# Macrolepidoptera
Macrolepidoptera — клада лускокрилих з інфраряду Різнокрилі метелики (Heteroneura). Група містить понад 75% від усіх відомих сучасних видів лускокрилих.  Назва традиційно використовується для так званих великих метеликів, щоб протиставити до клади Microlepidoptera або Молі. Багато дослідників вважають цей таксон штучним. Правда, після додаткових досліджень та перенесення деяких родин група може бути цілком монофілетичною.

## Надродини
- Macrolepidoptera
  - Mimallonoidea
  - Lasiocampoidea
  - Bombycoidea
  - Noctuoidea
  - Drepanoidea
  - Geometroidea
  - Axioidea
  - Calliduloidea
  - Rhopalocera
    - Hedyloidea
    - Hesperioidea
    - Papilionoidea